# Droga wojewódzka 232
Die Droga wojewódzka 232 (DW 232) ist eine fünf Kilometer lange Droga wojewódzka (Woiwodschaftsstraße) in der polnischen Woiwodschaft Kujawien-Pommern, die in der kreisfreien Stadt Bydgoszcz liegt und Anschluss an die Droga ekspresowa S5, Droga ekspresowa S10, Droga krajowa 5, Droga krajowa 10, Droga krajowa 25, Droga krajowa 80, Droga wojewódzka 223, Droga wojewódzka 256, Droga wojewódzka 274 und Droga wojewódzka 549 bietet.